# Galaxias gollumoides
Galaxias gollumoides — вид прісноводних корюшкоподібних риб родини Галаксієві (Galaxiidae). Вид є ендеміком Нової Зеландії. Зустрічається лише на острові Стюарта у річці Невіс. Максимальна довжина тіла сягає 15 см.